# Garri Merkwiladze
Garri Merkwiladze (gruz. გარი მერკვილაძე, ros. Гарри Александрович Мерквиладзе, ur. 17 lutego 1923 w Batumi, zm. 2 kwietnia 1971 w Tbilisi) – radziecki pilot wojskowy, generał major lotnictwa, Bohater Związku Radzieckiego (1945).

## Życiorys
Był Gruzinem. Skończył 9 klas szkoły, w 1941 został powołany do Armii Czerwonej i ukończył Tbiliską, a w 1942 Armawirską Wojskową Lotniczą Szkołę Pilotów Obrony Powietrznej. W 1943 przyjęto go do WKP(b). 
Od marca 1943 uczestniczył w wojnie z Niemcami w składzie 270 (od lutego 1944: 152 gwardyjskiego) pułku lotnictwa myśliwskiego. Walczył na Froncie Woroneskim, Stepowym, 2 i 1 Ukraińskim. Był m.in. zastępcą dowódcy eskadry 152 gwardyjskiego pułku lotnictwa myśliwskiego 12 Gwardyjskiej Dywizji Lotnictwa Myśliwskiego 1 Gwardyjskiego Korpusu Lotnictwa Szturmowego 2 Armii Powietrznej w stopniu starszego porucznika. Do maja 1945 wykonał 386 lotów bojowych i stoczył 87 walk powietrznych, w których strącił osobiście 13 i w grupie 2 samoloty wroga. W jednej z walk w 1945 strącił odrzutowy myśliwiec Me 262. W 1952 ukończył Wojskową Akademię Sił Powietrznych, a w 1961 Wojskową Akademię Sztabu Generalnego. W 1970 został zwolniony do rezerwy w stopniu generała majora.

## Odznaczenia
- Złota Gwiazda Bohatera Związku Radzieckiego (27 czerwca 1945)
- Order Lenina
- Order Czerwonego Sztandaru (trzykrotnie)
- Order Aleksandra Newskiego
- Order Wojny Ojczyźnianej I klasy
- Order Czerwonej Gwiazdy (trzykrotnie)
- Medal „Za zwycięstwo nad Niemcami w Wielkiej Wojnie Ojczyźnianej 1941–1945”

I inne.